# Boismont (Meurthe-et-Moselle)
Boismont é uma comuna francesa na região administrativa de Grande Leste, no departamento de Meurthe-et-Moselle. Estende-se por uma área de 5,43 km². Em 2010 a comuna tinha 424 habitantes (densidade: 78,1 hab./km²).